# Notzingen
Notzingen è un comune tedesco di 3 494 abitanti, situato nel land del Baden-Württemberg.